# Charlie Nicholas
Charlie Nicholas (30 de dezembro de 1961) é um ex-futebolista escocês.

## Carreira
Charlie Nicholas competiu na Copa do Mundo FIFA de 1986, sediada no México, na qual a seleção de seu país terminou na 19º colocação dentre os 24 participantes.